# Борланд, Скотт
Скотт Борланд (родился 14 февраля 1979 года) — американский музыкант. Борланд вместе со своим старшим братом Уэсом Борландом является соучредителем американской метал-группы Big Dumb Face. Скотт Борланд также внёс свой вклад в первые три альбома группы своего брата Limp Bizkit.

## Биография
Родом из Ричмонда, штат Вирджиния, Скотт учился в средней школе в Джексонвилле, штат Флорида, и увлёкся бас-гитарой, начав играть вместе со своим братом Уэсом. После переезда с семьёй в Джексонвилл Скотт учился в колледже. Борланд аранжировал и записал партии клавишных для альбомов Three Dollar Bill, Yall$ (1997), Significant Other (1999) и Chocolate Starfish and the Hot Dog Flavored Water (2000) группы Limp Bizkit, к которой Уэс присоединился в середине 1990-х. Он также записал партии клавишных для альбома Ваниллы Айс 1998 года Hard to Swallow и партии бас-гитары для альбома Леннон Мёрфи 5:30 Saturday Morning.
В 1998 году Скотт и Уэс Борланд создали Big Dumb Face, метал-группу, на которую повлияли группы Ween и Mr. Bungle. Группа выпустила свой дебютный альбом Duke Lion Fights the Terror!! в марте 2001 года последовал фильм «Where Is Duke Lion? He's Dead…» в октябре 2017 года и Christmas in the Cave of Dagoth в декабре 2021 года.
В 2002 году Скотт также участвовал в недолговечном сайд-проекте Уэса Eat the Day.
Также в 2002 году Борланд внёс вклад, записав партии клавишных, для одноимённого дебютного альбома американской ню-метал-группы Stepa.